# Шнайдер, Фридрих Фридрихович
Фридрих Фридрихович Шнайдер (нем. Schneider Friedrich, рус. Шнайдер Федор Федорович), родился 3 марта 1926, с. Подсосново, Сибирский край — 30 марта 1995, там же — председатель колхоза им. Кирова Славгородского района Алтайского края, Герой Социалистического Труда.

## Биография
Родился в немецкой семье. C 1939 г. работал учётчиком в колхозной бригаде. С 1942 г. — санитар строительного отряда «Челябметаллургстрой». С 1947 г. — тракторист.
Окончил Алтайский сельскохозяйственный институт. С 1954 г. стал заместителем председателя колхоза. В 1956 г. вступил в КПСС; был инструктором Славгородского горкома КПСС. С 1958 г. — агроном, в 1960—1988 гг. — председатель колхоза им. Кирова Славгородского района Алтайского края. По итогам 1973 г. хозяйство было признано лидером всесоюзного масштаба.
Избирался депутатом Верховного Совета РСФСР 7-го созыва (1967—1971), депутатом Совета Союза Верховного Совета СССР 9-го созыва (1974—1979), депутатом Совета Национальностей Верховного Совета СССР 11-го созыва (1984—1989).

### Семья
Отец — Фридрих Генрихович Шнайдер. Мать — Мария Шнайдер.
Жена — Тамара Георгиевна Шнайдер.
Дети — Сергей, Ольга (в замужестве — Франк); Надежда Борисовна Баженова.

## Награды
- медаль «Серп и Молот» Героя Социалистического Труда
- два ордена Ленина
- орден Трудового Красного Знамени
- орден Дружбы народов
- медаль «За освоение целинных земель»
- медаль «Ветеран труда»

## Память
Имя Ф. Ф. Шнайдера носит улица в селе Подсосново, на которой он жил.
В сельском музее установлен бюст Ф. Ф. Шнайдера.